# Johan van Nellesteyn
Johan van Nellesteyn (1617 - 1 december 1677) was een invloedrijk burgemeester van Utrecht in de jaren 1658, 1659, 1664, 1665, die in 1671 door Margaretha Turnor en haar man Godard Adriaan van Reede werd gesteund inzake een herbenoeming als burgemeester, maar niet werd uitverkoren.
In het Rampjaar vluchtte hij naar Amsterdam met zijn derde vrouw Lucia Wijbrants, die hij op 29 februari van dat jaar in Sloten had gehuwd. Zij gaf hem haar portret ten geschenk, geschilderd door Jurriaen Ovens. De Franse bevelhebber, Louis II van Bourbon, de Prins van Condé nam eind juni 1672 bezit van zijn huis en dat van zijn zwager aan het Janskerkhof. Van Nellesteyn huurde samen met zijn zwager een schuit om linnengoed en huisraad naar Amsterdam over te brengen.
In augustus besloot Van Nellesteyn terug te keren naar Utrecht. Op 1 september 1672 werd Van Nellesteyn herkend door het volk langs de Amstel, gevangengenomen en opgebracht naar het stadhuis op de Dam. Tegen betaling van 40.000 gulden zou men hem vrijlaten.
Begin juni 1673 werd Condé opnieuw aangesteld als bevelhebber over Utrecht. De burgemeesters hadden besloten min of meer samen te werken, en de Fransen niet tegen de haren in te strijken. Toen de Fransen in november 1673 waren vertrokken, heeft stadhouder Willem III, die sterk beïnvloed was door de leer van Voetius, 120 leden van zowel de Staten van Utrecht als de vroedschap afgezet. Na de wetsverzetting in 1674 kon Van Nellesteyn nog twee jaar aanblijven als burgemeester van de stad Utrecht.

## Huwelijken
1. Geertruid van Herlaer op 7 januari 1644 te Utrecht, overleden 27 augustus 1657 te Utrecht.
2. Hillegonda Pater op 3 juli 1660 te Utrecht, overleden 1670.
3. Lucia Wybrants 29 februari 1672 te Sloten (geboren Amsterdam, 21 oktober 1638 - overleden Utrecht, 23 mei 1719)